# (3716) Petzval
(3716) Petzval – planetoida z pasa głównego asteroid okrążająca Słońce w ciągu 3 lat i 260 dni w średniej odległości 2,4 j.a. Została odkryta przez 2 października 1980 roku w Obserwatorium Kleť przez Antonína Mrkosa. Nazwa planetoidy pochodzi od Józsefa Petzvala (1807–1891), fizyka i optyka. Przed jej nadaniem planetoida nosiła oznaczenie tymczasowe (3716) 1980 TG.